# Maxim Alexandrowitsch Kriwonoschkin
Maxim Alexandrowitsch Kriwonoschkin (russisch Максим Александрович Кривоножкин; * 18. Februar 1984 in Saratow, Russische SFSR) ist ein russischer Eishockeyspieler, der seit Sommer 2016 beim Kristall Saratow in der Wysschaja Hockey-Liga unter Vertrag steht.

## Karriere
Maxim Kriwonoschkin begann seine Karriere als Eishockeyspieler in der Nachwuchsabteilung des HK Lada Toljatti, für dessen zweite Mannschaft er in der Saison 1999/2000 in der drittklassigen Perwaja Liga aktiv war. Anschließend trat der Angreifer nicht besonders in Erscheinung, ehe er in der Saison 2002/03 sein Debüt im professionellen Eishockey für den HK Traktor Tscheljabinsk in der Wysschaja Liga, der zweiten russischen Spielklasse gab. Daraufhin kehrte er zu Lada Toljatti zurück, für das er in der folgenden Spielzeit in der neunmal in der Superliga spielte, während er die restliche Saison in der Perwaja Liga für Ladas zweite Mannschaft verbrachte.
Die Saison 2004/05 absolvierte Kriwonoschkin parallel bei Ladas zweiter Mannschaft in der Perwaja Liga sowie für den ZSK WWS Samara in der Wysschaja Liga. Anschließend unterschrieb er einen Vertrag bei Samaras Ligarivalen HK Traktor Tscheljabinsk, mit dem er in der Saison 2005/06 als Zweitligameister den Aufstieg in die Superliga erreichte. Nach insgesamt zwei Jahren beim HK Traktor, kehrte der Russe ein weiteres Mal zum HK Lada Toljatti zurück, bei dem er auch die Saison 2008/09 in der neu gegründeten Kontinentalen Hockey-Liga begann, ehe er in den folgenden eineinhalb Jahren für dessen Ligarivalen Amur Chabarowsk auf dem Eis stand, bei dem er zum Stammspieler in der KHL wurde.
Zur Saison 2010/11 unterschrieb Kriwonoschkin einen Vertrag beim KHL-Teilnehmer HK Sibir Nowosibirsk, für den er bis 2013 über 130 KHL-Partien absolvierte und dabei durchschnittlich 15 Scorerpunkte pro Saison erzielte. Im Juni wurde Kriwonoschkin im Tausch gegen ein Wahlrecht für den KHL Junior Draft an den HK Jugra Chanty-Mansijsk abgegeben, die ihn zeitweise bei Lada Toljatti einsetzten. Im November 2013 stand er noch einmal für einen Monat beim HK Sibir unter Vertrag.

## Erfolge und Auszeichnungen
- 2006 Wysschaja-Liga-Meister und Aufstieg in die Superliga mit dem HK Traktor Tscheljabinsk

## Statistik
(Stand: Ende der Saison 2010/11)